# Longvilly
Longvilly (Waals: Lonvli, Duits: Lingsweiler) is een dorp in de Belgische provincie Luxemburg en een deelgemeente van de stad Bastenaken. In de deelgemeente liggen nog verschillende dorpen en gehuchten, zoals Al-Hez, Arloncourt, Bourcy, Horritine, Michamps, Moinet en Oubourcy.

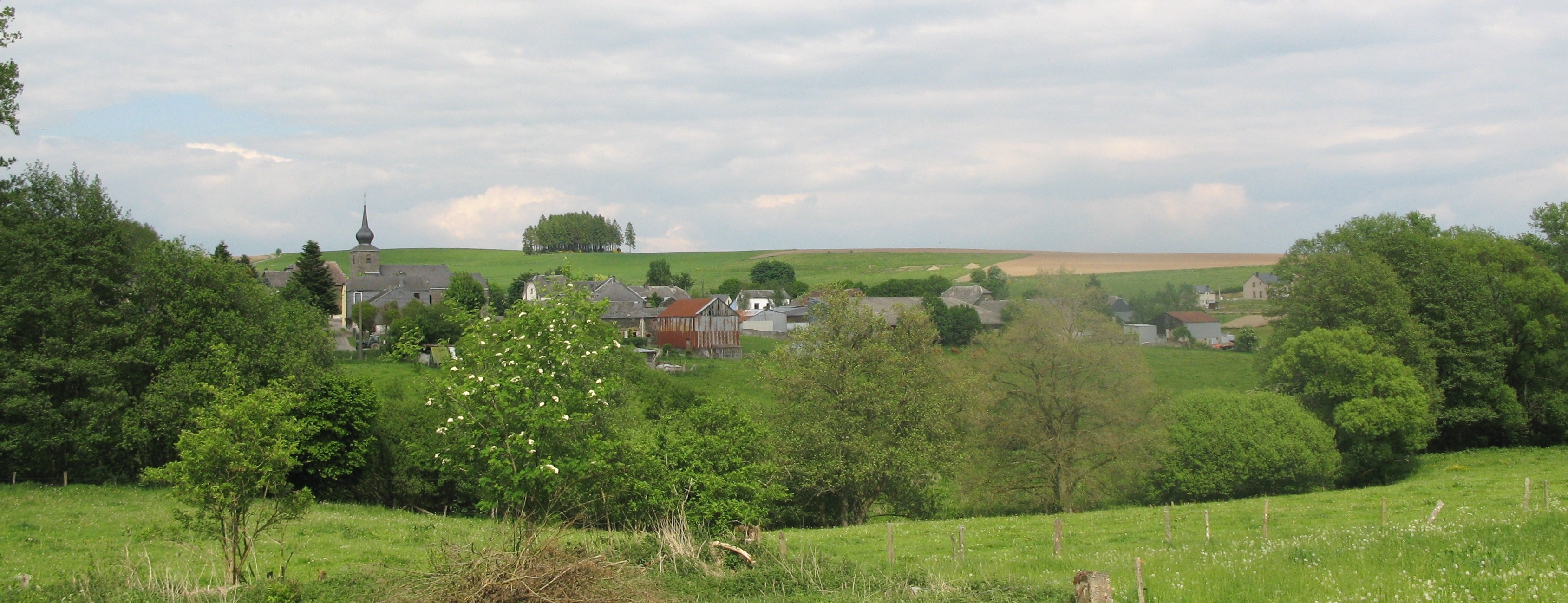
Longvilly, gezien vanaf het zuiden

## Geschiedenis
Bij de gemeentelijke herindeling van 1977 werd Longvilly een deelgemeente van Bastenaken.

## Demografische ontwikkeling
- Bronnen:NIS, Opm:1831 tot en met 1970=volkstellingen

## Bezienswaardigheden
- De Église Saint-Martin

## Verkeer en vervoer
De plaats ligt aan de N874 van Bastenaken naar Clervaux, even voordat deze de grens met Luxemburg passeert.
Deelgemeenten: Bastenaken · Bertogne ·Flamierge ·Longchamps · Longvilly · Noville · Villers-la-Bonne-Eau · Wardin

Overige dorpen: Al-Hez · Arloncourt · Benonchamps · Berhain · Bethomont · Bizory · Bourcy · Bras · Champs · Cobru · Compogne · Fagnoux · Fays · Flamisoul · Foy · Frenet · Gives · Givroulle · Givry · Hardigny · Harzy · Hemroulle · Horritine · Isle-la-Hesse · Isle-le-Pré · Livarchamps · Losange · Lutrebois · Lutremange · Luzery · Mande-Saint-Étienne · Mageret · Marenwez · Marvie · Michamps · Moinet · Monaville · Mont · Neffe · Oubourcy · Rachamps · Recogne · Remoifosse · Rolley · Rouette · Roumont · Salle · Savy · Senonchamps · Troismont · Tronle · Vaux · Wicourt · Wigny · Withimont

Belgische gemeenten · Arrondissement Aarlen · Luxemburg · Wallonië